# Риу-Тинту (Эшпозенди)
Риу-Тинту (порт. Rio Tinto) — район (фрегезия) в Португалии, входит в округ Брага. Является составной частью муниципалитета Эшпозенде. По старому административному делению входил в провинцию Минью. Входит в экономико-статистический субрегион Каваду, который входит в Северный регион. Население составляет 676 человек на 2001 год. Занимает площадь 4,41 км².